# George McClellan
George Brinton McClellan (ur. 3 grudnia 1826, zm. 29 października 1885) – amerykański wojskowy, generał major podczas wojny secesyjnej. Na jej początku odegrał istotną rolę w mobilizacji dobrze wyszkolonej i zorganizowanej armii dla Unii. Sformował Armię Potomaku, a od listopada 1861 do marca 1862 był głównodowodzącym Armii Unii. Mimo umiejętności drobiazgowego planowania i prowadzenia przygotowań, na polu bitwy unikał otwartych konfrontacji z agresywnymi przeciwnikami. Notorycznie przeszacowywał siły jednostek wroga i niechętnie wykorzystywał własną przewagę liczebną, często w kluczowych momentach bitew pozostawiając znaczne części swoich wojsk w odwodzie.
Prowadzona przez McClellana w 1862 kampania półwyspowa zakończyła się niepowodzeniem. Nie udało mu się zdobyć stolicy konfederatów w Richmond w stanie Wirginia, gdzie wycofał się przed atakami mniejszej liczebnie armii generała Roberta E. Lee. Podczas bitwy pod Antietam udało mu się powstrzymać inwazję Lee na Maryland, jednak pomimo znaczącej przewagi liczebnej pozwolił mu na uniknięcie klęski i uzyskanie taktycznego remisu. W rezultacie prezydent Abraham Lincoln zakwestionował zdolności przywódcze McClellana, co spowodowało usunięcie go najpierw z pozycji głównodowodzącego, a następnie także dowódcy Armii Potomaku. Lincoln miał powiedzieć: „Skoro generał McClellan nie chce użyć swojej armii, to ja chciałbym ją na trochę pożyczyć”. Mimo to McClellan jako dowódca był ulubieńcem swych żołnierzy, gdyż dawał im odczuć, że ich wysokie morale i dobro są dla niego priorytetem.
McClellanowi nie udało się utrzymać zaufania Lincolna, a sfrustrowany często okazywał niesubordynację. Po tym, jak został odsunięty od dowództwa, w wyborach w 1864 nieskutecznie ubiegał się o fotel prezydenta Stanów Zjednoczonych z ramienia Partii Demokratycznej przeciwko Lincolnowi. McClellan odrzucił postulaty swojej partii obiecujące zakończenie wojny i negocjacje z konfederatami, co zmniejszyło skuteczność jego kampanii wyborczej. W latach 1878–1881 piastował stanowisko dwudziestego czwartego gubernatora stanu New Jersey. Ostatecznie zajął się twórczością literacką, w której bronił swoich decyzji podjętych podczas kampanii półwyspowej wojny secesyjnej.
Chociaż większość współczesnych historyków nisko ocenia McClellana jako generała dowodzącego na polu bitwy, istnieje również wyrazista mniejszość, która twierdzi, że McClellan był umiejętnym dowódcą, a jego reputacja niesprawiedliwie ucierpiała ze strony zwolenników Lincolna, pragnących zrzucić na kogoś winę za niepowodzenia Unii. Spuścizna McClellana nie podlega zatem łatwej kategoryzacji. Gdy po wojnie poproszono Ulyssesa Granta o ocenę McClellana jako generała, odpowiedział: „McClellan jest dla mnie jedną z tajemnic wojny”.

## Młodość i początki kariery
George McClellan urodził się 3 grudnia 1826 w Filadelfii w stanie Pensylwania. Jego ojciec, doktor George McClellan, był wybitnym chirurgiem-okulistą, założycielem Jefferson Medical College (obecnie Uniwersytet Thomasa Jeffersona). Jego matka, Elizabeth Steinmetz Brinton McClellan, była córką znanej rodziny z Pensylwanii. Para miała pięcioro dzieci: córkę Fredericę, trzech synów: Johna, George’a i Arthura oraz drugą córkę, Mary. W 1840, w wieku 13 lat, McClellan rozpoczął edukację na Uniwersytecie Pensylwanii, studiując prawo, po dwóch latach postanowił jednak poświęcić się służbie wojskowej. Częściowo dzięki wpływom swojego ojca, który napisał w tej sprawie list do prezydenta Johna Tylera, w 1842 młody George został przyjęty do Akademii Wojskowej Stanów Zjednoczonych, mimo że nie spełniał kryterium minimalnego wieku 16 lat wymaganego przez uczelnię. George ukończył studia w West Point w 1846, jako drugi najlepszy student w klasie 59 kadetów. Po studiach awansem tymczasowo uzyskał stopień podporucznika w Korpusie Inżynierskim Armii Stanów Zjednoczonych.

### Wojna meksykańska
Początkowo McClellan został przydzielony do kompanii inżynierskiej utworzonej w West Point, lecz wkrótce zgodnie z rozkazami udał się na wojnę amerykańsko-meksykańską. W październiku 1846, gotowy do walki, zaopatrzony w dubeltówkę, dwa pistolety, szablę, miecz galowy oraz nóż, przybył do ujścia rzeki Rio Grande. Skarżył się potem, że było to zbyt późno, aby mógł mieć swój udział we wrześniowym zwycięstwie w bitwie pod Monterrey. Podczas zawieszenia broni, gdy siły dowodzone przez generała Zachary’ego Taylora oczekiwały na wznowienie walk, McClellan zachorował na czerwonkę i malarię, przez co niemal miesiąc spędził w szpitalu. Nawroty malarii przydarzały się mu również w latach późniejszych, stąd nazywał je swoją „chorobą meksykańską”. Podczas wojny wykazał się męstwem służąc jako oficer-inżynier, często będąc narażonym na ostrzał wroga. Przed bitwą pod Contreras i bitwą pod Churubusco awansem tymczasowo uzyskał stopień porucznika, a przed bitwą pod Chapultepec stopień kapitana. Choć przeprowadzał śmiałe misje rozpoznawcze dla generała broni Winfielda Scotta, jego osiągnięcia przyćmił swą bojową postawą kapitan Robert E. Lee.

### Służba w czasie pokoju
Po wojnie McClellan powrócił do West Point, by objąć dowództwo kompanii utworzonej przy Akademii w celu szkolenia kadetów w działaniach inżynieryjnych. Irytowała go nuda związana ze służbą wojskową w czasie pokoju, chociaż lubił życie towarzyskie. W czerwcu 1851 został wysłany do Fort Delaware, murowanej konstrukcji w budowie, usytuowanej na wyspie położonej na rzece Delaware, około 60 km w dół rzeki od Filadelfii. W marcu 1852 otrzymał rozkaz zgłoszenia się u kapitana Randolpha B. Marcy’ego w Fort Smith w stanie Arkansas, gdzie służył jako zastępca dowódcy podczas ekspedycji w celu odkrycia źródeł Red River. W czerwcu wyprawa dotarła do źródeł północnej odnogi rzeki i Marcy nazwał jeden z jej dopływów strumieniem McClellana (ang. McClellan’s Creek). Gdy 28 lipca badacze powrócili do cywilizacji, z zaskoczeniem dowiedzieli się, że uważano ich za zmarłych. W prasie pojawił się sensacyjny artykuł, mówiący, że członkowie ekspedycji wpadli w zasadzkę dwóch tysięcy Komanczów i zostali wybici co do jednego. McClellan stwierdził, że historia ta była dziełem „kanalii, które bez skrupułów próbują wywołać niepokój na granicy cywilizacyjnej, aby otrzymać posady rządowe”.
Jesienią 1852 McClellan opublikował podręcznik taktyki walki na bagnety, który przetłumaczył z francuskiego. Został również przydzielony do Departamentu Teksasu, gdzie nakazano mu dokonać przeglądu teksańskich rzek i portów. W 1853, z polecenia sekretarza wojny Jeffersona Davisa, uczestniczył w pomiarach geodezyjnych prowadzonych przez Isaaca Stevensa, nowo mianowanego gubernatora Terytorium Waszyngtonu, mających na celu wytyczenie trasy dla planowanej kolei transkontynentalnej. McClellan mierzył tereny między 47. a 49. równoleżnikiem, od Saint Paul w Minnesocie do zatoki Puget w stanie Waszyngton. Podczas tego projektu ujawniły się tendencje McClellana do niesubordynacji wobec wysokich rangą polityków. Stevens był niezadowolony z wyników McClellana przy badaniu przełęczy w Górach Kaskadowych i nakazał mu oddać raporty z ekspedycji, ten jednak stanowczo odmówił, najprawdopodobniej z powodu kompromitujących osobistych komentarzy, jakie w nich umieszczał.
Powróciwszy na wschodnie wybrzeże, McClellan zaczął zabiegać o względy Ellen Mary Marcy (1836–1915), córki swojego byłego dowódcy. Ellen odrzuciła pierwsze oświadczyny McClellana, podobnie jak ośmiu innych zalotników, włączając A.P. Hilla, przyjaciela McClellana z West Point. W 1856 roku przyjęła oświadczyny Hilla, który jednak, gdy rodzina wybranki nie zaakceptowała go, ostatecznie zrezygnował.
W czerwcu 1854 roku, na żądanie Jeffersona Davisa, McClellan został wysłany z tajną misją rozpoznawczą do Santo Domingo. Jego zadaniem była ocena lokalnych możliwości obronnych, jednak zdobyte przez niego informacje nie zostały wykorzystane aż do roku 1870, kiedy to prezydent Ulysses S. Grant nieskutecznie próbował zaanektować Dominikanę. Davis zaczął traktować McClellana jako swojego protegowanego i wyznaczył mu kolejne zadanie, którym była ocena gotowości logistycznej sieci dróg kolejowych w Stanach Zjednoczonych, ponownie ze względu na planowaną budowę kolei transkontynentalnej. W marcu 1855 McClellan awansował do stopnia kapitana i został przydzielony do pierwszego pułku kawalerii.

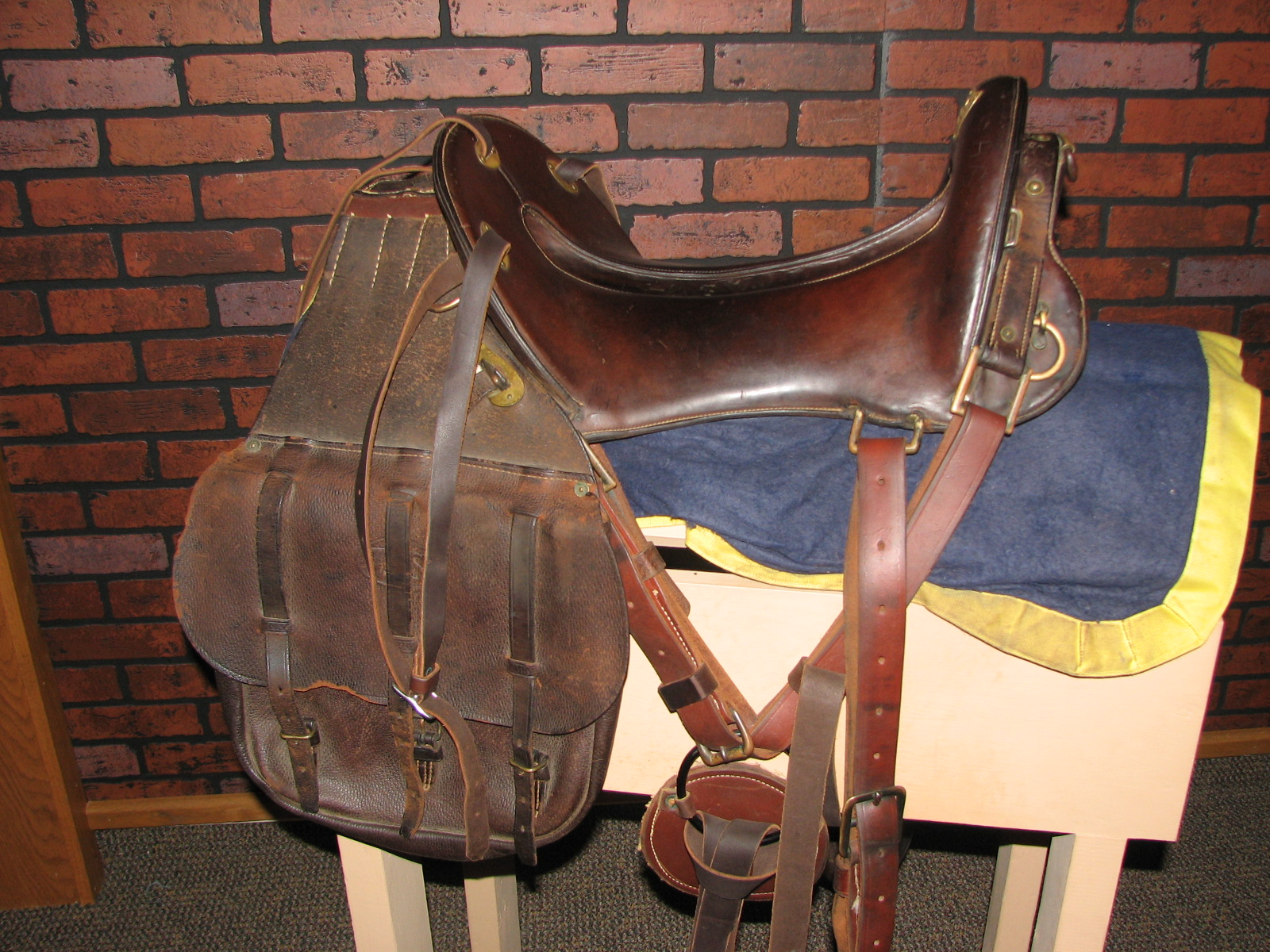
Siodło McClellana

Dzięki swoim koneksjom politycznym oraz doskonałej znajomości francuskiego, McClellan został oficjalnym obserwatorem armii europejskich podczas wojny krymskiej w 1855 roku. Sporo podróżował i miał styczność z najwyższymi dowódcami wojskowymi i rodzinami królewskimi, był świadkiem oblężenia Sewastopola w latach 1854–1855. Po powrocie do Stanów Zjednoczonych w 1856 poprosił o przeniesienie do Filadelfii, gdzie przygotował raport zawierający krytyczną analizę oblężenia oraz szczegółowe opisy organizacji europejskich armii. W oparciu o zasady obowiązujące w kawalerii rosyjskiej napisał również podręcznik taktyki kawalerii. Podobnie jak wielu współczesnych mu obserwatorów, McClellan przeoczył rosnącą rolę muszkietów gwintowanych w wojnie krymskiej i nie zdawał sobie sprawy, że ich powszechne użycie będzie związane z koniecznością fundamentalnych zmian taktycznych w nadchodzącej wojnie secesyjnej.
Armia amerykańska wprowadziła podręcznik taktyki kawalerii napisany przez McClellana, a także zaproponowane przez niego siodło, tzw. „siodło McClellana”, które podobno zaprojektował na podstawie obserwacji huzarów w Prusach i na Węgrzech. Stało się ono standardowym wyposażeniem konnicy w Stanach Zjednoczonych do czasu jej rozwiązania podczas II wojny światowej, a obecnie jest wciąż używane podczas ceremonii.

### Kariera cywilna

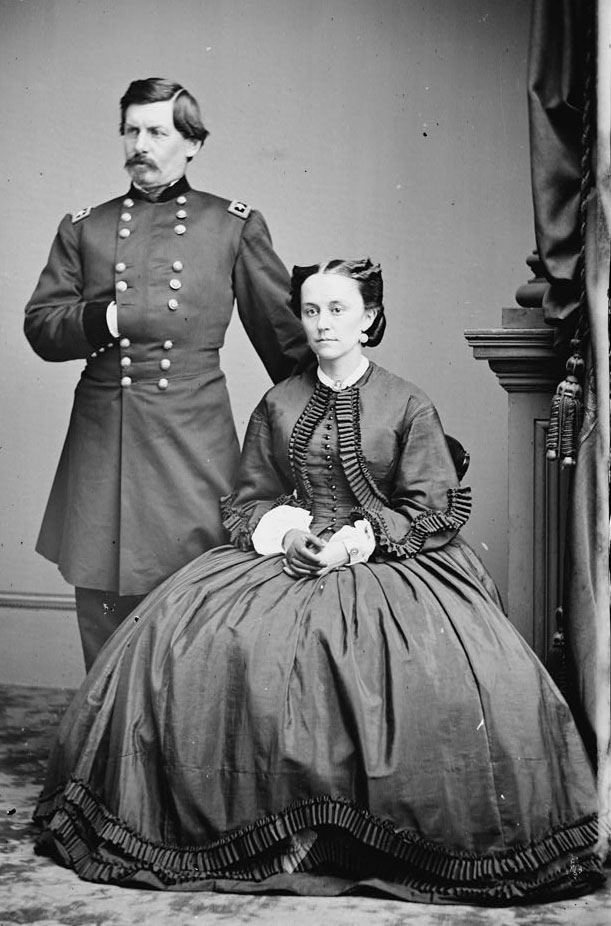
George B. McClellan z żoną, Ellen Mary Marcy McClellan

McClellan opuścił wojsko 16 stycznia 1857 roku i wykorzystując swoje doświadczenie w kolejnictwie został głównym inżynierem oraz wicedyrektorem Illinois Central Railroad, a następnie, w 1860, dyrektorem Ohio and Mississippi Railroad. W obu funkcjach dobrze wywiązał się ze swoich obowiązków, rozbudowując Illinois Central w kierunku Nowego Orleanu i poprawiając sytuację finansową Ohio and Mississippi po kryzysie z 1857. Pomimo sukcesów i wysokich poborów, 10 tysięcy dolarów rocznie, praca cywilna frustrowała go i cały czas studiował równocześnie klasyczną strategię wojskową. Rozważał ponowne wstąpienie do armii podczas wojny w Utah przeciwko mormonom, a także zostanie najemnikiem wspierającym Benito Juáreza w Meksyku.
Przed wybuchem wojny secesyjnej McClellan zaangażował się w politykę, wspierając w wyborach prezydenckich w 1860 kampanię kandydata Partii Demokratycznej, Stephena A. Douglasa. Jak twierdził, udało mu się zapobiec oszustwu wyborczemu planowanemu przez Partię Republikańską, poprzez spowodowanie opóźnienia pociągu wiozącego wyborców do sąsiedniego hrabstwa, gdzie mieli nielegalnie zagłosować. Zabezpieczył w ten sposób Douglasowi odniesienie tam zwycięstwa.
W październiku 1859 roku McClellan wznowił starania o rękę Ellen Marcy i 22 maja 1860 para pobrała się w kościele Calvary w Nowym Jorku.

## Wojna secesyjna

### Ohio i strategia
U progu wojny secesyjnej znajomość sztuki wojennej oraz doświadczenie McClellana w kolejnictwie, wskazujące na to, iż mógłby z powodzeniem zajmować się logistyką wojskową, uczyniły go dla mobilizującej się Unii postacią wielce pożądaną. Starali się go pozyskać na swe usługi gubernatorzy trzech największych stanów Unii: Ohio, Pensylwanii i Nowego Jorku. Najbardziej wytrwały okazał się w tym zakresie William Dennison, gubernator Ohio. Tak oto McClellan otrzymał rangę generała majora, a 23 kwietnia 1861 powierzono mu dowództwo nad ochotnikami z Ohio. W przeciwieństwie do innych oficerów Unii, pochodzących z rodzin abolicjonistów, przeciwstawiał się ingerencji rządu federalnego w sprawy niewolnictwa. Z tej przyczyny oficerowie Południa kierowali w stronę McClellana nieformalne namowy do przejścia na stronę konfederatów, lecz ten nie był w stanie zaakceptować koncepcji secesji.
McClellan powrócił do służby federalnej 3 maja, zostając dowódcą Departamentu Ohio, odpowiedzialnym za stany Ohio, Indiana i Illinois, a później również za zachodnią Pensylwanię, zachodnią Wirginię i Missouri. 14 maja uzyskał stopień generała majora i wieku 34 lat został najwyższym rangą dowódcą armii poza głównodowodzącym generałem porucznikiem Winfieldem Scottem. Swój szybki awans McClellan częściowo zawdzięczał znajomości z Salmonem Chasem, sekretarzem skarbu, byłym gubernatorem Ohio i senatorem z tego stanu.
Równocześnie z mozolnym przystosowywaniem nowo wcielonych ochotników do służby i zakładaniem obozów ćwiczebnych, McClellan obmyślał imponującą strategię. 24 kwietnia, 4 dni po objęciu dowodzenia w Ohio, napisał list do generała Scotta, zawierający propozycję zunifikowanej strategii wojennej. Zaprezentował dwa alternatywne plany działań, oba obsadzające go w roli dowódcy. Pierwsza propozycja zakładała inwazję Wirginii przez 80-tysięczną armię wzdłuż doliny rzeki Kanawha w kierunku Richmond. Druga – wojska w tej samej liczbie miałyby skierować się na południe, przez rzekę Ohio do Kentucky i Tennessee. Scott odrzucił oba plany jako logistycznie niewykonalne. Choć pochwalił McClellana, wyrażając głęboką wiarę w jego inteligencję, zapał, wiedzę i energię, odpowiedział listownie, iż 80 tysięcy ludzi będzie bardziej przydatnych podczas ekspedycji w celu kontrolowania rzeki Missisipi i rozczłonkowania sił Konfederacji oraz do prowadzenia przez Unię silnej blokady portów na Południu. Plan ten, wystawiający na próbę cierpliwość ludności Północy, został prześmiewczo nazwany w prasie „planem Anakonda”, jednak ostatecznie okazał się skutecznym sposobem prowadzenia wojny. Latem i jesienią napięcie pomiędzy dwoma generałami nadal wzrastało.

### W zachodniej Wirginii
Pierwsze operacje wojskowe McClellana polegały na zajęciu zachodniej części Wirginii, która chciała pozostać w Unii, a później utworzyła stan Wirginia Zachodnia. 26 maja McClellan otrzymał raport wywiadu, mówiący, że podpalane są kluczowe mosty na linii kolejowej z Baltimore do Ohio w tej części stanu. Szybko wprowadzając w życie plany inwazji regionu, wywołał jednocześnie pierwszą poważną kontrowersję polityczną, oznajmiając mieszkańcom, że jego oddziały nie mają zamiaru ingerować w sprawy związane z własnością prywatną i niewolnictwem: „Pomimo tego, co powiedzieli wam zdrajcy, aby was przekonać, że nasze nadejście będzie się wiązało z ingerencją w sprawy niewolników, jedną rzecz zrozumcie jasno: nie tylko powstrzymamy się od wszelkiej ingerencji tego rodzaju, lecz przeciwnie, żelazną ręką zdławimy jakąkolwiek próbę powstania z ich strony”. McClellan szybko uświadomił sobie, że przekroczył swoje kompetencje i przeprosił za to w liście do prezydenta Lincolna. Kontrowersja nie polegała na tym, że jego deklaracja diametralnie różniła się od ówczesnego stanowiska administracji, lecz na tym, z jaką zuchwałością przekroczył granice swojej ściśle wojskowej roli.
Siły McClellana szybko wkroczyły do zachodniej Wirginii poprzez Grafton i odniosły zwycięstwo w niewielkiej potyczce zwanej bitwą pod Philippi, często uważanej za pierwszą lądową bitwę wojny secesyjnej. McClellan po raz pierwszy osobiście dowodził w bitwie pod Rich Mountain, którą również wygrał, wykazując się jednak dużą ostrożnością i niechęcią do użycia swoich rezerw, co stało się cechą charakterystyczną całej jego kariery. Podległy mu dowódca, William S. Rosecrans, gorzko skarżył się, że jego atak nie uzyskał wsparcia obiecanego przez McClellana. Mimo to, owe dwa niewielkie zwycięstwa sprawiły, że McClellan uzyskał status bohatera narodowego. Gazeta „New York Herald” artykuł o nim zatytułowała: „Generał McClellan: Napoleon obecnej wojny”.

### Tworzenie armii
Po porażce sił Unii 21 lipca 1861 w I bitwie nad Bull Run Abraham Lincoln wezwał do siebie McClellana z zachodniej części Wirginii. McClellan, podróżujący specjalnym pociągiem po głównej linii kolejowej w Pensylwanii z Wheeling do Waszyngtonu przez Pittsburgh, Filadelfię i Baltimore, był wzruszony entuzjastycznymi tłumami, które po drodze wychodziły na spotkanie pociągu.
26 lipca dotarł do stolicy i został mianowany dowódcą Wojskowego Oddziału Potomaku, głównej formacji Unii odpowiedzialnej za obronę Waszyngtonu. Gdy kilka jednostek wojskowych z Wirginii zostało włączonych do jego oddziałów 20 sierpnia, McClellan natychmiast utworzył Armię Potomaku, zostając jej pierwszym dowódcą. Swoją nowo uzyskaną władzą i sławą w ten sposób chwalił się w liście do żony:

Znajduję się w nowej, dziwnej dla mnie sytuacji. Wszyscy – Prezydent, Gabinet, Generał Scott i pozostali – ustępują mi. Wydaje się, że prawie jak za dotknięciem czarodziejskiej różdżki stałem się jedyną władzą w kraju. […] Myślę wręcz, że gdybym odniósł teraz choćby niewielki sukces, mógłbym zostać Dyktatorem lub kimkolwiek bym chciał – chociaż niczego takiego nie pragnę – a zatem nie zostanę Dyktatorem. Godne podziwu wyrzeczenie!

Latem i jesienią McClellan poprawił stopień organizacji swojej nowej armii, a także znacząco podniósł jej morale, często osobiście odwiedzając i motywując swoje oddziały. Było to do tego stopnia istotne, że stał się symbolem Armii Potomaku oraz przedmiotem uwielbienia swoich żołnierzy. Utworzył praktycznie niemożliwą do pokonania fortyfikację Waszyngtonu, składającą się z 48 fortów i umocnień z 480 działami obsługiwanymi przez 7200 artylerzystów. Był to jednak również okres napięć w sztabie Unii, gdzie często dochodziło do nieporozumień z administracją rządową i z głównodowodzącym generałem Scottem, dotyczących strategii wojny. McClellan odrzucał proponowany przed Scotta plan Anaconda, opowiadając się za gigantyczną kampanią lądową na wzór wojen napoleońskich. Sugerował poszerzenie swej armii do 273 tysięcy żołnierzy i 600 dział oraz „zmiażdżenie rebeliantów w jednej kampanii”. Był zwolennikiem wojny, która miałaby niewielki wpływ na ludność cywilną i nie wymagałaby emancypacji niewolników.
Niechęć McClellana wobec emancypacji zwiększyła presję, pod którą się znajdował, a także sprawiła, że stał się obiektem krytyki ze strony Radykalnych Republikanów w rządzie. Uważał niewolnictwo za instytucję uznaną w Konstytucji Stanów Zjednoczonych i tam, gdzie istniała, uprawnioną do ochrony federalnej. Jego powojenne zapiski prezentowały poglądy typowe dla wielu mieszkańców Północy: „Przyznaję się do uprzedzeń na korzyść mojej rasy i nie potrafię polubić zapachu capów i czarnuchów”. W listopadzie 1861 pisał jednak do żony: „Jeżeli mi się uda, to siłą oręża wymuszę poprawę warunków dla tych biednych czarnych”. Później pisał, że gdyby był odpowiedzialny za ustalanie warunków pokoju, wziąłby pod uwagę prawa zarówno niewolników, jak i ich panów, i obstawałby przy stopniowej emancypacji jako warunku traktatu. Nie ukrywał swojej opozycji wobec Radykalnych Republikanów. Powiedział Ellen: „Nie będę walczył za abolicjonistów”. Stawiało go to w niewątpliwie gorszej sytuacji, ponieważ wielu polityków w rządzie uważało, że próbuje on wprowadzić w życie postulaty opozycji.
Podstawowym problemem strategii wojennej McClellana było przekonanie, że konfederaci są gotowi zaatakować go siłami o znacznej przewadze liczebnej. 8 sierpnia ogłosił w stolicy stan wyjątkowy, wierząc, że zmierza na nią armia w sile 100 tysięcy, podczas gdy w rzeczywistości kilka tygodni wcześniej pod Bull Run armia konfederatów liczyła około 35 tysięcy żołnierzy. Kilka dni później, 19 sierpnia, ocenił siły wroga na 150 tysięcy. Na kolejne kampanie McClellana silny wpływ wywierały przesadzone szacunki na temat liczby wojsk przeciwnika, dokonywane przez szefa wywiadu, detektywa Allana Pinkertona, lecz w sierpniu 1861 ocenę szacunkową przeprowadzał już sam McClellan. Jej wynikiem była niezwykła ostrożność, z jaką dowodził swoją armią, a także krytyka ze strony rządu. Historyk i biograf McClellana, Stephen W. Sears, określił jego decyzje jako „zasadniczo poprawne”, gdyby przeciwnik faktycznie miał tak znaczną przewagę liczebną, ale w rzeczywistości w 1861 i 1862 to armia McClellana przewyższała liczebnie siły konfederatów, często dwu- lub trzykrotnie. Przykładowo, jesienią armia konfederatów liczyła między 35 a 60 tysięcy żołnierzy, podczas gdy Armia Potomaku liczyła 122 tysiące we wrześniu, 170 tysięcy na początku grudnia i 192 tysiące na zakończenie roku.
McClellan uwikłał się również w osobisty spór ze Scottem. Scott, jak i wielu innych członków Departamentu Wojny, był oburzony, że McClellan odmówił przedstawienia jakichkolwiek szczegółów swoich planów strategicznych, nawet takich jak liczebność oddziałów czy ich rozmieszczenie. McClellan ze swej strony nie ufał administracji, że utrzyma ona jego plany w tajemnicy przed prasą, a tym samym przed wrogiem. Podczas debaty na temat rozmieszczenia oddziałów obronnych na Potomaku, 10 sierpnia McClellan napisał do swojej żony w sposób charakterystyczny dla jego prywatnej korespondencji: „Generał Scott stanowi olbrzymią przeszkodę. Nie rozumie niebezpieczeństwa i jest albo zdrajcą, albo jest niekompetentny. Muszę z nim walczyć o swoje”. Scott był tak rozgoryczony swoimi relacjami z młodym generałem, że złożył u prezydenta Lincolna swoją rezygnację, na co ten początkowo nie przystał. W stolicy pojawiły się plotki, że jeśli Scott nie zostanie usunięty, McClellan może zrezygnować lub dokonać przewrotu wojskowego. Gabinet Lincolna podczas obrad 18 października przyjął rezygnację Scotta „z powodów zdrowotnych”.

### Głównodowodzący
Po rezygnacji Winfielda Scotta, 1 listopada 1861, McClellan został mianowany głównodowodzącym wszystkich armii Unii. Gdy prezydent wyraził swe zatroskanie „ogromem pracy” związanym z podwójną rolą dowódcy Armii Potomaku i głównodowodzącego, McClellan odpowiedział, że „jest w stanie to wszystko robić”.
Opieszałość, z jaką McClellan przystępował do walki z siłami konfederatów zgromadzonymi wokół Waszyngtonu, powodowała coraz większe zniecierpliwienie Lincolna, jak i innych przywódców i obywateli stanów Północy. Porażka Unii w październiku w niewielkiej bitwie pod Ball’s Bluff w pobliżu Leesburga wzmogła frustrację i pośrednio osłabiła pozycję McClellana. W grudniu Kongres utworzył komisję do spraw prowadzenia wojny, która stała się solą w oku wielu generałów, oskarżając ich o niekompetencję, a w niektórych przypadkach nawet o zdradę. McClellan był pierwszym świadkiem wezwanym do złożenia zeznań przed komisją 23 grudnia, ale zapadł na dur brzuszny i nie mógł stawić się osobiście. Zamiast niego zeznawali podwładni mu oficerowie, którzy otwarcie przyznali, że nie mieli pojęcia o szczegółach strategii ataku na pozycje konfederatów, co doprowadziło do wielu głosów wzywających do zdymisjonowania McClellana.
Reputacja McClellana ucierpiała jeszcze bardziej na skutek obraźliwej niesubordynacji wobec prezydenta. Prywatnie określał on Lincolna, którego znał jeszcze sprzed wojny jako prawnika pracującego dla Illinois Central, jako „niewiele więcej niż mającego dobre zamiary pawiana”, „goryla” i „niegodnego swojej wysokiej pozycji”. Wieczorem 13 listopada McClellan kolejny raz obraził odwiedzającego go prezydenta, każąc mu czekać 30 minut tylko po to, aby ostatecznie przekazać mu, że poszedł spać i nie może go przyjąć.
12 stycznia 1862 McClellan został wezwany do Białego Domu, gdzie gabinet zażądał przedstawienia szczegółowych planów wojny. Po raz pierwszy ujawnił on wtedy zamiar przetransportowania Armii Potomaku drogą morską do miasteczka Urbanna w Wirginii nad rzeką Rappahannock, by oskrzydlić siły konfederatów w pobliżu Waszyngtonu, a następnie pokonać 80 kilometrów lądem w celu zdobycia Richmond. Odmówił podania dokładniejszych szczegółów proponowanej kampanii nawet swojemu przyjacielowi, Edwinowi Stantonowi, nowo mianowanemu sekretarzowi wojny. 27 stycznia Lincoln zarządził, aby wszystkie armie Unii rozpoczęły ofensywę do 22 lutego – rocznicy urodzin Waszyngtona. 31 stycznia wydał dodatkowy rozkaz, w którym nakazał Armii Potomaku zaatakować siły konfederatów pod Manassas i Centreville. McClellan natychmiast odpowiedział 22-stronicowym listem, w którym protestował przeciwko zarządzeniu prezydenta i forsował swój plan ataku przez Urbannę. List ten był pierwszym przypadkiem przedstawienia prezydentowi szczegółów planów wojskowych. Chociaż Lincoln uważał, że jego koncepcja jest lepsza, z ulgą przyjął fakt, że McClellan w końcu zgodził się podjąć ofensywę i niechętnie zaakceptował jego projekt. Mając wątpliwości co do determinacji McClellana, 8 marca Lincoln ponownie zaingerował w jego prerogatywy jako dowódcy armii. Zwołał w Białym Domu naradę wojenną, podczas której zapytał podwładnych McClellana o zdanie w sprawie planu ataku przez Urbannę. Oficerowie, w różnym stopniu, poparli tę koncepcję. Po spotkaniu Lincoln wydał kolejny rozkaz, w którym wyznaczył konkretnych oficerów odpowiedzialnych za poszczególne jednostki armii, podległych bezpośrednio McClellanowi. Sam McClellan nie chciał tego zrobić, zanim nie zobaczy skuteczności swoich dowódców podczas walki, mimo że oznaczało to dla niego bezpośrednie dowództwo nad dwunastoma dywizjami.
Zanim McClellan mógł wcielić w życie swoje plany, miały miejsce dwa kryzysy. Po pierwsze, konfederackie siły pod dowództwem generała Josepha Johnstona wycofały się z pozycji w pobliżu Waszyngtonu i zajęły nowe – na południe od rzeki Rappahannock, co całkowicie wykluczyło strategię ataku na Urbannę. McClellan zmodyfikował swoją koncepcję i zdecydował, że jego oddziały zejdą na ląd w Fort Monroe w Wirginii i ruszą na Richmond wzdłuż półwyspu Wirginia, w ramach operacji określanej później jako kampania półwyspowa. Został mocno skrytykowany przez prasę i Kongres, kiedy okazało się, że oddziały Johnstona nie tylko wycofały się niezauważone, ale również przez całe miesiące udawało im się zwodzić armię Unii przy pomocy atrap artylerii. Przedstawiciele komisji do spraw prowadzenia wojny zwizytowali linie opuszczone przez konfederatów, po czym radykalni Republikanie wprowadzili rezolucję domagającą się dymisji McClellana, dla przyjęcia której nie udało się jednak zdobyć wymaganej większości głosów. Drugi kryzys miał miejsce wraz z pojawieniem się konfederackiego okrętu pancernego CSS Virginia, co spowodowało panikę w Waszyngtonie i postawiło wspierające operacje marynarki wojennej Unii na rzece James pod znakiem zapytania.
11 marca 1862, pod pretekstem, by McClellan mógł poświęcić całą swoją uwagę atakowi na Richmond, Lincoln odsunął go z pozycji głównodowodzącego, pozostawiając mu jedynie dowództwo nad Armią Potomaku. Nie było jednoznaczne, czy po udanej kampanii McClellan wróci na stanowisko głównodowodzącego i faktycznie pozostało ono nieobsadzone. Lincoln, Stanton i grupa oficerów utworzyli „Radę Wojny”, która decydowała o działaniach wojskowych Unii wiosną 1862. Chociaż Lincoln próbował udzielić wsparcia McClellanowi przy pomocy licznych pozytywnych uwag, wraz z upływem czasu McClellan zaczął widzieć tę zmianę w zupełnie innym świetle, opisując ją jako część intrygi „mającej na celu zapewnienie porażki w nadchodzącej kampanii”.

### Kampania półwyspowa

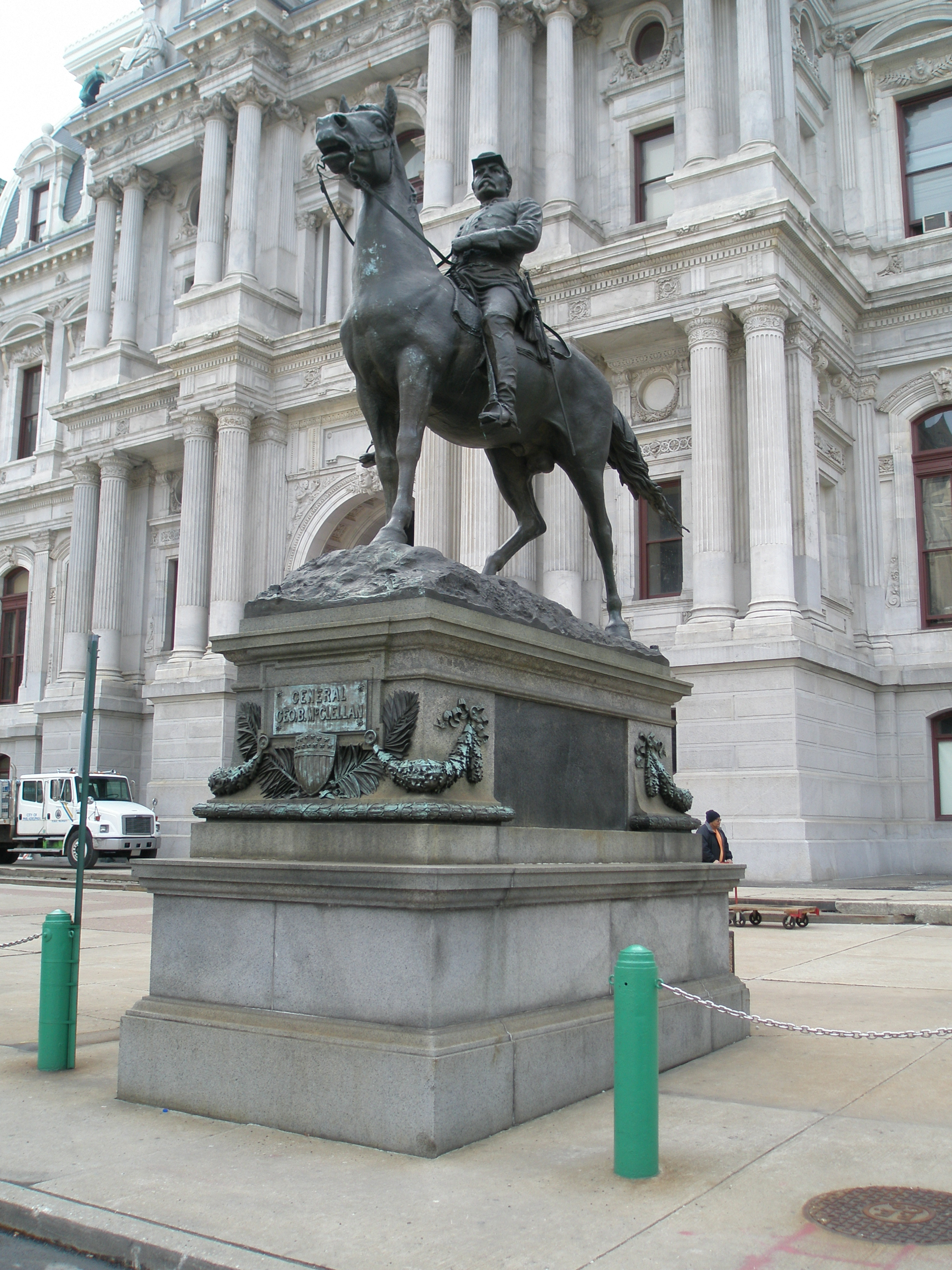
Pomnik McClellana przed ratuszem w Filadelfii

Armia McClellana wypłynęła z Aleksandrii w stanie Wirginia 17 marca 1862. Była to armada większa niż jakakolwiek wcześniejsza ekspedycja amerykańska, transportująca 121 500 żołnierzy, 44 baterie artylerii, 1150 pojazdów, ponad 15 000 koni oraz tony wyposażenia i zapasów. Jak stwierdził pewien angielski obserwator, był to „krok olbrzyma”. Postęp armii z Fort Monroe, gdzie wylądowała, wzdłuż półwyspu Virginia okazał się bardzo powolny. Plan McClellana, aby jak najszybciej dokonać zajęcia Yorktown został udaremniony. Generał odkrył bowiem, że konfederaci ufortyfikowali linię w poprzek Półwyspu, zmuszając go do oblężenia miasta, co wymagało znacznych przygotowań.
McClellan nadal wierzył w prawdziwość raportów wywiadowczych, które dwu- lub nawet trzykrotnie przeszacowywały liczebność armii konfederatów. Na początku kampanii generał konfederatów, John Magruder, skutecznie bronił Półwyspu przed o wiele większymi siłami McClellana, gdyż udało mu się stworzyć fałszywe wrażenie, że posiada liczne oddziały za linią frontu i że nadciągają dodatkowe posiłki. Osiągnął to, rozkazując niewielkim oddziałom często przemaszerowywać w miejscach, gdzie mogły być obserwowane z dystansu lub kazał im mocno hałasować, gdy były poza zasięgiem wzroku. W tym czasie generał Johnston był w stanie udzielić Magruderowi wsparcia, chociaż nawet wtedy oddziały konfederatów były dużo mniejsze, niż wskazywały na to zawyżone szacunki McClellana.
Po miesiącu przygotowań, gdy McClellan był gotowy do ataku na pozycję konfederatów w Yorktown, dowiedział się, że Johnston wycofał swoje siły wzdłuż Półwyspu w kierunku Williamsburga. W ten sposób McClellan został zmuszony do pogoni za konfederatami bez możliwości wykorzystania ciężkiej artylerii, którą tak precyzyjnie rozmieścił pod Yorktown. Bitwa o Williamsburg stoczona 5 maja uznawana jest za zwycięstwo Unii i pierwsze zwycięstwo McClellana, ale armia konfederatów nie została zniszczona, a większości jej oddziałów w ciągu kilku dni udało się bezpiecznie wycofać na pozycje obronne w pobliżu Richmond.
McClellan miał nadzieję na jednoczesne zbliżenie się do Richmond swojej marynarki wojennej, przez rzekę James. Plan ten nie powiódł się po porażce sił morskich Unii 15 maja w bitwie pod Drewry’s Bluff, około 11 km od stolicy konfederatów. Skutecznie zablokowali oni dostęp rzeką do miasta, rozmieszczając strategicznie artylerię na wysokim urwisku nad zakolem rzeki oraz zatapiając łodzie, tworząc w ten sposób barierę nie do przebycia.
Przez następne trzy tygodnie armia McClellana zbliżała się ostrożnie do Richmond. Generał założył bazę zaopatrzeniową w White House Landing, gdzie linia kolejowa do Richmond przekraczała rzekę Pamunkey (żeglowny dopływ rzeki York). Zdobył kontrolę nad koleją, transportując na miejsce rzeką przy pomocy barek lokomotywy parowe oraz wagony.
McClellan planował ofensywę, gdy 31 maja jego armia została zaskoczona przez atak konfederatów. Johnston zauważył, że oddziały Unii zostały rozdzielone przez wezbrane z powodu deszczu wody rzeki Chickahominy i miał nadzieję wykorzystać to, aby pokonać je pod Seven Pines (Fair Oaks). McClellan nie był w stanie osobiście dowodzić swoją armią z powodu nawrotu malarii, ale jego podwładni skutecznie odparli ataki. Pomimo tego McClellan został poddany krytyce za to, że nie podjął kontrofensywy, która zdaniem niektórych w Waszyngtonie mogła pozwolić zdobyć Richmond. Podczas bitwy Johnston został ranny i dowództwo nad Armią Północnej Wirginii przejął generał Robert E. Lee. McClellan spędził kolejne trzy tygodnie, przegrupowując swoje jednostki i oczekując na obiecane posiłki, tracąc jednocześnie cenny czas i pozwalając generałowi Lee wzmocnić obronę Richmond.
Pod koniec czerwca Lee rozpoczął serię ataków znanych jako bitwa siedmiodniowa. Pierwsza znacząca bitwa, pod Beaver Dam Creek, była słabo skoordynowana przez Lee i jego podwładnych i spowodowała znaczące straty, nie przynosząc wymiernych korzyści taktycznych, miała ona jednak znaczący wpływ na samopoczucie McClellana. Zaskakujące pojawienie się na polu bitwy oddziałów generała Stonewalla Jacksona, które według raportów miały uczestniczyć w odległej o wiele kilometrów kampanii w dolinie Shenandoah, przekonało McClellana, że przewaga liczebna konfederatów jest wyższa, niż zakładał.
Podczas gdy Lee kontynuował swoją ofensywę pod Gaines’ Mill na wschodzie, McClellan odgrywał pasywną rolę, nie przejmując inicjatywy i czekając na rozwój wydarzeń. Pozostawiał dwie trzecie swojej armii bezczynnie, ponownie dając się zwieść teatralnej taktyce dywersyjnej Magrudera. Nocą zdecydował się wycofać wojska do bezpiecznej bazy na południe od Richmond, na części rzeki James, która była pod kontrolą marynarki wojennej Unii. W ten sposób, prawdopodobnie nieświadomie, uratował swoją armię. Lee założył, że armia Unii wycofa się na wschód wzdłuż istniejących linii zaopatrzeniowych, a ruch McClellana opóźnił jego odpowiedź o co najmniej 24 godziny. Wycofując się, McClellan jednocześnie okazał jednak, że nie będzie w stanie zdobyć Richmond, co było przecież celem jego kampanii. Bez połączeń kolejowych dostępnych z pierwotnej bazy na rzece York nie można było przetransportować ciężkiej artylerii niezbędnej do oblężenia. W telegramie do sekretarza wojny Edwina Stantona, składając raport z tych wydarzeń, za swoje niepowodzenia McClellan obwiniał administrację Lincolna. „Jeżeli uratuję tę armię, to mówię wprost, że nie dzięki tobie, czy komukolwiek innemu w Waszyngtonie. Zrobiliście co tylko można, aby poświęcić tę armię”. Na szczęście dla kariery McClellana, Lincoln nigdy nie ujrzał tych ostrych słów, ponieważ zostały one ocenzurowane przez telegrafistę w Departamencie Wojny.

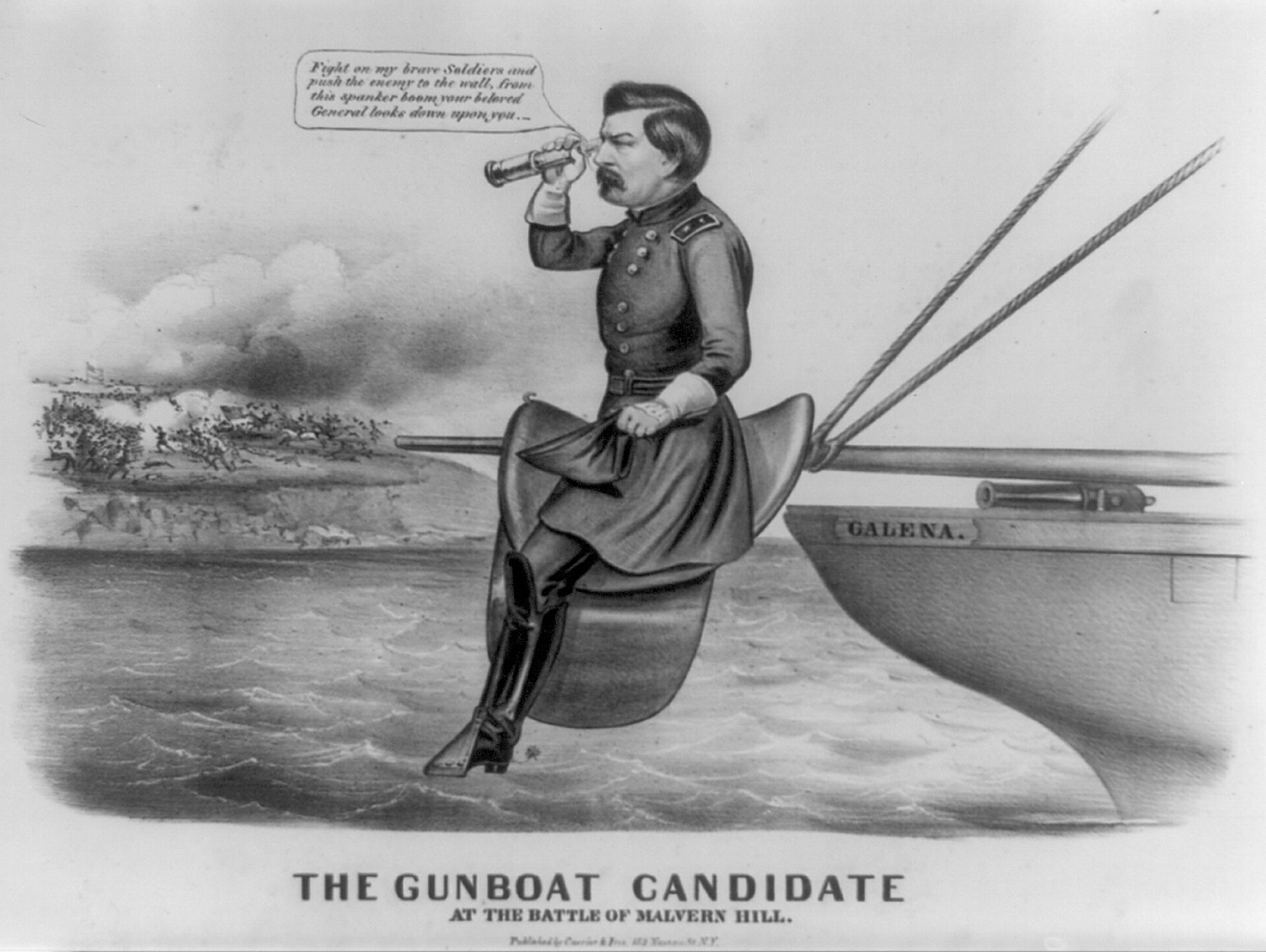
Oryginalny komiks z McClellanem użyty podczas kampanii prezydenckiej w 1864 roku. „Walczcie, moi odważni żołnierze, przyprzyjcie wroga do muru, bo z masztu patrzy na was wasz ukochany generał”.

McClellan miał również szczęście, że klęska kampanii pozostawiła jego armię niemal bez strat, ponieważ z reguły był nieobecny podczas walk i nie powołał zastępcy, który dowodziłby wycofywaniem się wojsk. Historyk wojskowości, Stephen W. Sears, napisał: „Kiedy opuścił swoją armię podczas bitw pod Glendale i pod Malvern Hill w czasie bitwy siedmiodniowej, był winny zaniedbania obowiązku. Gdyby Armia Potomaku została w jednej z tych bitw rozbita, a pod Glendale było to całkiem możliwe, prawdopodobnie wniesiono by przeciwko niemu oskarżenie za złamanie kodeksu wojennego”. Podczas bitwy pod Glendale McClellan był 8 kilometrów dalej, za wzgórzem Malvern Hill, bez telegrafu i zbyt daleko, by dowodzić armią. Podczas bitwy pod Malvern Hill przebywał na kanonierce U.S.S. Galena, która w pewnym momencie była o 16 kilometrów w dół rzeki James od pola bitwy. Sytuacja ta kolejny raz ośmieszyła McClellana w oczach społeczeństwa, podobnie jak miało to miejsce, gdy dał się zwieść atrapom dział pod Manassas. W czasie kampanii prezydenckiej w 1864 komiksy w gazetach wyszydzały McClellana, ukazując go siedzącego bezpiecznie na statku, gdy w oddali toczy się bitwa.
McClellan dołączył do swojej armii pod Harrison’s Landing na rzece James. Trwała debata, czy armia powinna zostać ewakuowana, czy też powinna próbować wznowić ofensywę na Richmond. Stosunki pomiędzy Lincolnem i McClellanem ulegały dalszemu pogorszeniu po tym, jak McClellan nieustannie domagał się posiłków i wysłał do Lincolna długi list, w którym przedstawił swoją strategiczną i polityczną wizję wojny, wyrażając swój sprzeciw wobec abolicji oraz taktyce konfiskaty niewolników. Zakończył list sugestią, że powinien powrócić na stanowisko głównodowodzącego, jednak zdecydowaną odpowiedzią Lincolna było mianowanie na to stanowisko generała Henry’ego Hallecka, czego nie skonsultował z McClellanem, ani nawet go o tym nie poinformował. Lincoln i Stanton zaproponowali dowództwo Armii Potomaku generałowi Ambrose’owi Burnside’owi, który jednak odmówił przyjęcia tej funkcji.
Tymczasem w Waszyngtonie reorganizacja oddziałów doprowadziła do utworzenia Armii Wirginii pod dowództwem generała Johna Pope, któremu nakazano zaatakować Richmond z północnego wschodu. McClellan odmówił wsparcia armii Pope’a i opóźnił powrót Armii Potomaku z półwyspu Wirginia do tego stopnia, że gdy nareszcie przybył z posiłkami, kampania w północnej Wirginii była już w toku. Przed bitwą McClellan napisał do swojej żony: „Pope zostanie zniszczony i rozbity w pył (przez Lee)”. Lee dobrze ocenił ostrożną naturę McClellana i zaryzykował, usuwając znaczące siły z Półwyspu, aby zaatakować Pope’a, który został zdecydowanie pokonany w II bitwie pod Bull Run w sierpniu.

### Kampania w Maryland i bitwa pod Antietam

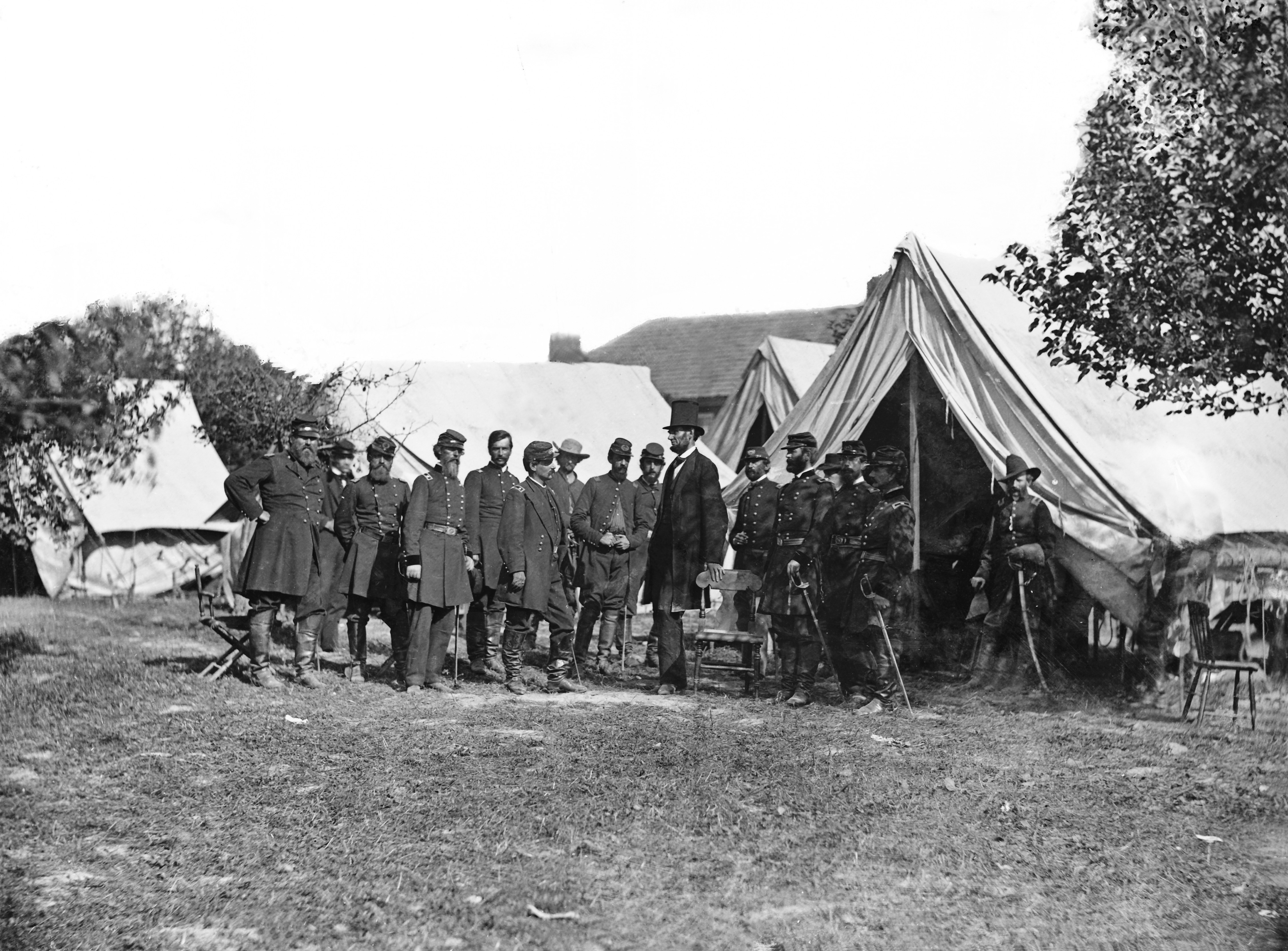
Lincoln (10. od lewej) z McClellanem (6. od lewej) i sztabem po bitwie pod Antietam

Po porażce Pope’a w II bitwie pod Bull Run prezydent Lincoln niechętnie zwrócił się do człowieka, który wcześniej doprowadził do porządku rozbitą armię. Zdawał sobie sprawę, że McClellan jest doskonałym organizatorem i instruktorem żołnierzy, zdolnym zintegrować oddziały armii Pope’a z Armią Potomaku szybciej niż ktokolwiek inny. 2 września 1862 Lincoln mianował McClellana dowódcą „fortyfikacji Waszyngtonu i wszystkich oddziałów broniących stolicy”. Nominacja wywołała kontrowersje wśród członków Gabinetu, którzy w większości podpisali petycję do prezydenta, mówiącą, że „po naradzie jesteśmy zdania, iż w chwili obecnej powierzenie dowództwa Armii Stanów Zjednoczonych generałowi McClellanowi nie jest bezpieczne”. Prezydent przyznał, że było to „jak leczenie kaca klinem”. Ale Lincoln powiedział też do swojego sekretarza, Johna Haya: „Musimy użyć takich środków, jakie mamy do dyspozycji. Nie ma w Armii nikogo innego, kto potrafiłby obsadzić fortyfikacje i choćby w połowie tak dobrze jak on przywrócić porządek w naszych oddziałach. Nawet jeżeli sam nie potrafi walczyć, to doskonale umie przygotować do walki innych”.
Obawy Północy przed ofensywą Roberta E. Lee ziściły się, gdy 4 września rozpoczął on kampanię w Maryland, mając nadzieję na uzyskanie poparcia dla Południa w tym niewolniczym stanie. McClellan podążył za nim 5 września. Ruszył w kierunku Maryland z sześcioma ze swych zreorganizowanych korpusów, liczącymi łącznie około 84 tysięcy żołnierzy, pozostawiając dwa korpusy w celu obrony Waszyngtonu. Lee podzielił swoje siły na liczne kolumny i wkroczył do Maryland szerokim frontem. Udało mu się również zdobyć federalny arsenał w Harpers Ferry. Był to ryzykowny ruch dla mniejszej armii, ale Lee polegał na swej wiedzy na temat temperamentu McClellana. Do jednego ze swoich generałów powiedział: „McClellan jest generałem zdolnym, ale bardzo ostrożnym. Jego armia jest bardzo zdemoralizowana, pogrążona w chaosie i nie będzie przygotowana na operacje ofensywne – lub przynajmniej on tak będzie uważał – przez trzy lub cztery tygodnie. Do tego czasu mam nadzieję dotrzeć do rzeki Susquehanna”. Nie była to precyzyjna ocena, ale armia McClellana posuwała się w letargicznym tempie, średnio tylko około 10 km dziennie.
Jednak wkrótce los uśmiechnął się do McClellana. Żołnierze Unii przypadkowo znaleźli kopię rozkazu wydanego przez Lee i 13 września dostarczyli go McClellanowi, przebywającemu w kwaterze głównej we Frederick. Uświadamiając sobie wagę tego odkrycia, McClellan miał zawołać: „Teraz wiem co zrobić!”. Pokazał rozkaz swojemu staremu przyjacielowi, generałowi Johnowi Gibbonowi, mówiąc: „Oto dokument, z pomocą którego pokonam Bobbiego Lee, lub mogę zwijać manatki”. Wysłał też telegram do prezydenta Lincolna: „Mam przed sobą wszystkie siły rebeliantów, ale jestem pewny siebie i nie tracę czasu. Uważam, że Lee popełnił poważny błąd i surowo się to na nim zemści. Mam wszystkie jego plany i złapię go w jego własną pułapkę, jeżeli moi żołnierze staną na wysokości zadania. […] Przyślę panu trofea”.
Pomimo tego popisu brawury, McClellan kontynuował ostrożne działania. Po wysłaniu telegrafu do prezydenta 13 września w południe, czekał do następnego ranka, aby rozkazać swoim oddziałom wyruszyć na przełęcze South Mountain. Osiemnastogodzinne opóźnienie pozwoliło Lee zareagować, ponieważ otrzymał informację od sympatyka konfederatów, że McClellan zna jego plany. Opóźnienie zmusiło do kapitulacji garnizon Unii w Harpers Ferry, ponieważ posiłki wysłane przez McClellana dotarły na miejsce już po tym, jak garnizon poddał się oddziałom Stonewalla Jacksona. W bitwie pod South Mountain armii McClellana udało się przecisnąć przez przełęcze oddzielające go od Lee, ale dała ona również Lee wystarczająco dużo czasu, aby skoncentrować większość swoich podzielonych sił w okolicy Sharpsburga. Armia Unii dotarła do potoku Antietam, na wschód od Sharpsburga, wieczorem 15 września. Atak, planowany na 16 września, został opóźniony z powodu porannej mgły, pozwalając Lee dalej przygotować się do obrony z armią ponad dwa razy mniejszą, niż dowodzona przez McClellana.
Bitwa pod Antietam miała miejsce 17 września 1862, który stał się najbardziej krwawym dniem w historii wojskowej Stanów Zjednoczonych. Siły konfederatów, mimo że dużo mniej liczne niż oddziały Unii, były zdesperowane i walczyły dzielnie. Pomimo przewagi liczebnej, McClellan nie potrafił skutecznie skoncentrować swoich sił, dzięki czemu Lee był w stanie przesuwać swoje wojska w obronie i odeprzeć każdy z trzech szturmów Unii, dokonanych oddzielnie, kolejno na lewą stronę, środek i prawą stronę pozycji konfederatów. Ponadto McClellan nie użył znacznych sił, które miał w odwodzie, aby wykorzystać lokalnie odnoszone sukcesy. Historyk James M. McPherson zauważył, że dwa oddziały, które McClellan trzymał w rezerwie, były liczniejsze niż wszystkie siły Lee. McClellan nie użył ich, ponieważ, podobnie jak w poprzednich bitwach, sądził, że Lee ma przewagę liczebną.

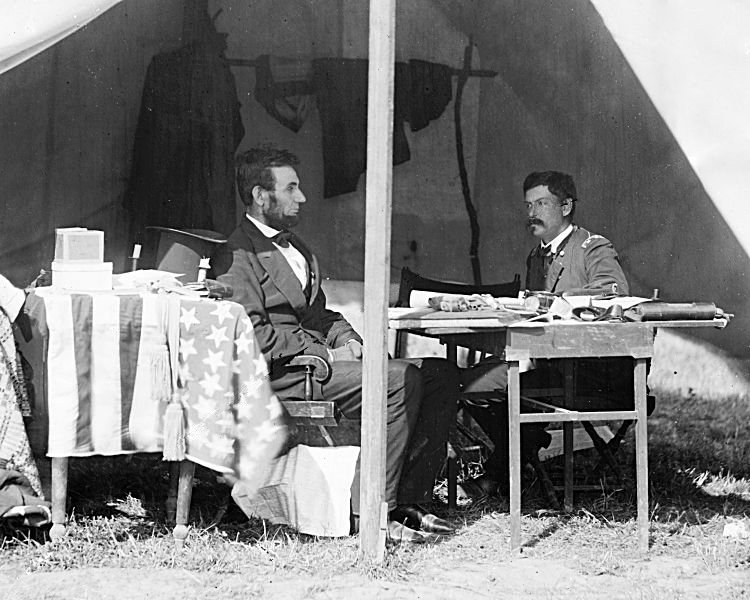
Lincoln w namiocie McClellana po bitwie pod Antietam

Taktycznie bitwa nie została rozstrzygnięta, chociaż technicznie Lee został pokonany, ponieważ jako pierwszy opuścił pole bitwy i wycofał się do Wirginii. McClellan zatelegrafował do Waszyngtonu: „Nasze zwycięstwo jest zupełne. Wróg został wyparty do Wirginii”. Oczywistym rozczarowaniem było jednak to, że McClellan nie rozbił doszczętnie Lee, który dysponował dużo mniejszą armią i był przyparty do Potomaku. Chociaż podwładni McClellana mogą ponosić częściową odpowiedzialność za niektóre opóźnienia (m.in. niepowodzenie Ambrose’a Burnside’a pod Burnside Bridge) i błędy (atak Edwina V. Sumnersa bez uprzedniego rekonesansu), były to tylko lokalne problemy, które nie powinny mieć większego wpływu na całą armię. Podobnie jak w decydujących starciach bitwy siedmiodniowej, sztab McClellana był położony zbyt daleko od linii frontu, aby pozwolić mu na osobistą ocenę sytuacji na polu bitwy. Nie wykorzystał kawalerii do przeprowadzenia rekonesansu. Nie podzielił się ze swoimi podwładnymi ogólnymi planami bitwy, przez co nie mogli oni podjąć inicjatywy poza swoimi sektorami. Zbyt chętnie też słuchał rad, aby nie używać swoich rezerw, na przykład wówczas, gdy wydawało się, że można przełamać środek linii obrony konfederatów. Generał Fitz John Porter miał wówczas powiedzieć do McClellana: „Pamiętaj, generale, że dowodzę ostatnią rezerwą ostatniej Armii Republiki”.
Pomimo że bitwa pod Antietam zakończyła się taktycznym remisem, uważana jest za punkt zwrotny wojny secesyjnej i zwycięstwo Unii, ponieważ powstrzymała pierwszą strategiczną inwazję generała Lee na północ i pozwoliła prezydentowi Lincolnowi ogłosić 22 września Proklamację Emancypacji, która weszła w życie 1 stycznia 1863. Chociaż Lincoln planował ogłosić ją wcześniej, jego gabinet doradził mu, aby zrobić to dopiero po zwycięstwie Unii, by uniknąć wrażenia, że wydano ją z desperacji. Zwycięstwo Unii i proklamacja Lincolna odwiodły Francję i Wielką Brytanię od uznania Konfederacji. Istnieją podejrzenia, że doszłoby do tego w przypadku porażki Unii. McClellan nie wiedział, że plany dotyczące emancypacji zależały od wyniku bitwy.
Gdy McClellan nie ruszył w pościg za Lee po bitwie pod Antietam, 5 listopada Lincoln usunął go ze stanowiska dowodzenia. Generał major Ambrose Burnside przejął dowództwo Armii Potomaku 7 listopada.
McClellan napisał do swojej żony: „Ci, na których zdaniu polegam, mówią mi, że bitwę prowadziłem wspaniale i że była ona arcydziełem. […] Uważam, że zrobiłem wszystko, o co można poprosić, dwukrotnie ratując kraj. […] Czuje się trochę dumny, że z tak zmęczoną i zdezorganizowaną armią tak doszczętnie pokonałem Lee. […] Cóż, pewnego dnia historia odda mi sprawiedliwość”.

## Polityka
Sekretarz Stanton nakazał McClellanowi udanie się do Trenton w stanie New Jersey po dalsze rozkazy, jednak żadne nie zostały wydane. Wraz z postępem wojny pojawiły się głosy, aby przywrócić McClellana na wysokie stanowisko dowodzenia, szczególnie po porażkach wojsk Unii pod Fredericksburgiem i pod Chancellorsville, gdy Lee ponownie wyruszył na północ podczas kampanii gettysburskiej oraz gdy Jubal Early groził zajęciem Waszyngtonu w 1864. Gdy Ulysses S. Grant został głównodowodzącym, rozważał przywrócenie McClellana na nieokreśloną pozycję, jednak żadnej z możliwości nie dało się zrealizować ze względu na opozycję wewnątrz administracji i fakt, że McClellan stanowił potencjalne zagrożenie polityczne. McClellan spędził miesiące nad długim raportem opisującym dwie główne dowodzone przez siebie kampanie i sukcesy w organizowaniu armii, odpowiadając na głosy krytyków i uzasadniając swoje decyzje, oskarżając administrację o utrudnianie mu zadania i brak koniecznego wsparcia. Departament Wojny był niechętny publikacji raportu, ponieważ zaraz po jego ukończeniu w październiku 1863 McClellan oficjalnie ogłosił swoje wejście na scenę polityczną jako demokrata.

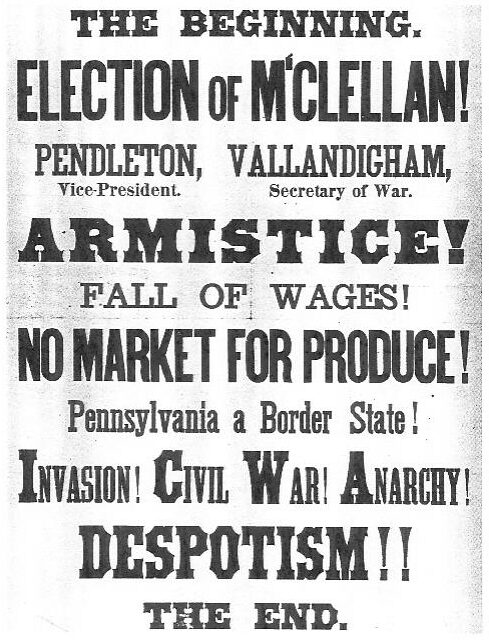
Plakat wyborczy z Pensylwanii ostrzegający przed katastrofą w przypadku zwycięstwa McClellana

McClellan został kandydatem demokratów w kampanii prezydenckiej w 1864 przeciwko Abrahamowi Lincolnowi. Podobnie jak Winfield Scott, kandydował jako generał armii w aktywnej służbie, rezygnując ze swojego stanowiska dopiero w dniu wyborów, 8 listopada 1864. Popierał dalsze prowadzenie wojny i przywrócenie Unii, lecz program jego partii, napisany przez Clementa Vallandighama z Ohio, był temu przeciwny. Program ten zakładał natychmiastowe zaprzestanie działań wojennych i negocjacje pokojowe z konfederatami. McClellan był zmuszony do odrzucenia programu swojej partii, co sprawiło, że jego kampania wyborcza była trudna i pełna sprzeczności. Nie pomogło mu również to, że kandydat partii na stanowisko wiceprezydenta, George H. Pendleton z Ohio, również opowiadał się za pokojem.
Głębokie podziały wśród demokratów, jedność republikanów, którzy startowali pod szyldem „Partii Jedności Narodowej” (ang. National Union Party) oraz sukcesy militarne wojsk Unii jesienią 1864 przesądziły o niepowodzeniu kandydatury McClellana. Lincoln z łatwością wygrał wybory, uzyskując 212 głosów w Kolegium Elektorów wobec 21 głosów na McClellana, a w głosowaniu powszechnym 403 000 głosów, czyli 55%. Mimo że McClellan jako dowódca był niezwykle popularny wśród żołnierzy, podczas wyborów opowiedzieli się oni za Lincolnem stosunkiem głosów co najmniej 3:1. Nawet w Armii Potomaku 70% żołnierzy głosowało na Lincolna.

## Lata powojenne
Po wojnie, w latach 1865–1868, McClellan udał się wraz z rodziną w długą podróż do Europy, w czasie której nie angażował się w politykę. Po powrocie Partia Demokratyczna rozważała go ponownie jako swojego kandydata na prezydenta, jednak zainteresowanie jego osobą zmalało, gdy stało się jasne, że kandydatem republikanów będzie Ulysses S. Grant. McClellan pracował nad projektami inżynieryjnymi w Nowym Jorku i zaoferowano mu stanowisko rektora nowo utworzonego Uniwersytetu Kalifornijskiego.
W 1870 został mianowany głównym inżynierem wydziału portów w Nowym Jorku. Posada ta widocznie nie wymagała pełnego etatu, ponieważ począwszy od 1872 pełnił również funkcję dyrektora kolei Atlantic and Great Western Railroad. W latach 1873–1875 ponownie wraz z rodziną udał się do Europy.
W 1877 McClellan został kandydatem demokratów na stanowisko gubernatora New Jersey. Nominacja zaskoczyła go, ponieważ nie wykazywał żadnego zainteresowania tym stanowiskiem. Wybory wygrał i służył jedną kadencję w latach 1878–1881. Jako gubernatora cechowały go uważne, konserwatywne rządy i niewielkie angażowanie się w spory polityczne. Ostatni etap kariery politycznej McClellana miał miejsce podczas wyborów prezydenckich w 1884, gdy zdecydowanie poparł kandydaturę Grovera Clevelanda. Miał nadzieję zostać sekretarzem wojny w jego przyszłym gabinecie, do czego miał doskonałe kompetencje, ale politycznym rywalom z New Jersey skutecznie udało się zablokować jego kandydaturę.
W ostatnich latach życia McClellan poświęcił się twórczości pisarskiej i podróżom. Napisał opublikowaną pośmiertnie w 1887 książkę autobiograficzną, w której uzasadniał swoje decyzje militarne. Przez ostatnich kilka tygodni przed śmiercią cierpiał na bóle w klatce piersiowej. Zmarł nieoczekiwanie w wieku 58 lat w Orange w stanie New Jersey. Jego ostatnie słowa, wypowiedziane o trzeciej w nocy 29 października 1885, brzmiały: „Już mi lepiej. Dziękuję”. Jego ciało spoczywa na cmentarzu Riverview w Trenton.
Syn McClellana, George B. McClellan Jr. (1865–1940), urodził się w Dreźnie w Niemczech, podczas pierwszej wizyty rodziny w Europie. W rodzinie znany jako „Max”, był również politykiem i służył w Izbie Reprezentantów Stanów Zjednoczonych z Nowego Jorku, a w latach 1904–1909 był burmistrzem Nowego Jorku. Córka McClellana, Mary („May”) (1861–1945) wyszła za francuskiego dyplomatę i spędziła większość życia za granicą, nazywając swój dom we Francji Villa Antietam. Żona McClellana, Ellen, zmarła w Nicei we Francji, odwiedzając córkę. Ani Max, ani May nie dali McClellanowi wnuków.

## Dziedzictwo
Nowojorski „Evening Post” tak skomentował nekrolog McClellana: „Prawdopodobnie w przypadku żadnego żołnierza, który walczył tak niewiele, jego cechy jako dowódcy nie były tak drobiazgowo, i, dodajmy, tak zajadle, roztrząsane”. Owa zażarta dyskusja trwała przez ponad stulecie. McClellan zwykle zaliczany jest do najniższego szeregu generałów wojny secesyjnej, jednak debata na temat jego umiejętności i talentów pozostaje przedmiotem wielu kontrowersji wśród historyków zajmujących się wojną secesyjną i wojskowością. McClellan jest ogólnie ceniony za swe zdolności organizacyjne i bardzo dobre stosunki z żołnierzami. Określali go oni czułym przezwiskiem „LittleMac”, inni zwali go niekiedy „Młodym Napoleonem”. Sugerowano, że jego niechęć do angażowania się w bitwę częściowo powodowało silne pragnienie uniknięcia rozlewu krwi własnych ludzi. Postawa taka paradoksalnie doprowadziła do przeciwnego skutku, bowiem niepodejmowanie inicjatywy przeciwko wrogowi zaprzepaściło szanse na decydujące zwycięstwa mogące wcześnie zakończyć wojnę, co ocaliłoby życie wielu żołnierzom poległym w późniejszych bitwach. Generałowie tego okresu, którzy odnieśli sukces, tacy jak Lee czy Grant, byli bardziej agresywni i skłonni do ryzyka w większej bitwie, nawet gdy nie była ona doskonale przygotowana. Sam McClellan podsumował swą przezorną naturę we fragmencie wspomnień: „Zawsze uważałem, że właściwym sposobem przeprowadzania operacji wojskowych jest niewykonywanie ruchu do momentu gdy przygotowania są zakończone na tyle, na ile pozwalają na to okoliczności i że nie należy nigdy podejmować bitwy bez określonego celu wartego prawdopodobnych strat”.
Niechęć McClellana do wywierania agresywnego nacisku na wroga nie była prawdopodobnie kwestią jego osobistej odwagi, którą wielokrotnie udowodnił swą mężną postawą pod obstrzałem w bitwach wojny meksykańskiej. Stephen Sears napisał: „W rzeczywistości istnieją wystarczające dowody na to, iż ogromny stres związany z dowodzeniem ludźmi w bitwie, zwłaszcza ukochanymi ludźmi z ukochanej Armii Potomaku, poważnie nadszarpnął jego odwagę moralną. Pod presją bezpośredniej żołnierskiej odpowiedzialności wola dowodzenia opuściła go. Pod Glendale i Malvern Hill podczas bitwy siedmiodniowej jego udręka sięgnęła szczytu, co spowodowało ucieczkę z pola walki, aby uniknąć odpowiedzialności. Pod Antietam, gdzie nie miał dokąd uciec, sparaliżowało go poczucie niezdecydowania. Patrząc z dalszej perspektywy, generał McClellan mógł odnieść sukces i pozostawać w zgodzie ze sobą jako wyższy oficer, a także, choć być może w mniejszym stopniu, jako imponujący strateg, jednakże funkcja dowódcy na polu bitwy po prostu była dla niego nieodpowiednia”.
Jednym z powodów nadwątlenia reputacji McClellana były jego własne wspomnienia. Oryginalne zapiski ukończył w 1881, lecz jedyny egzemplarz został zniszczony w pożarze. Zaczął pisać kolejną wersję, jednak zmarł przed ukończeniem połowy. Zajmujący się pośmiertnym wydaniem jego pism William C. Prime, wydawca przychylnego McClellanowi nowojorskiego „Journal of Commerce”, dołączył do zapisków McClellana wyjątki z jego ok. 250 wojennych listów do żony, w których ten miał zwyczaj ujawniać swoje najskrytsze uczucia i nieoględne opinie. Książka ukazała się w 1887 jako McClellan’s Own Story (Własna historia McClellana).
Choć o McClellanie, zwłaszcza w okresie ostatnich 75 lat, wyrażano się raczej nieprzychylnie, istnieje nieliczna, lecz wyrazista grupa amerykańskich historyków wojny secesyjnej, sądzących, iż generał jest oceniany niesprawiedliwie na co najmniej czterech płaszczyznach. Po pierwsze, obrońcy McClellana twierdzą, że ponieważ generał był konserwatywnym demokratą o wielkiej charyzmie osobistej, radykalni republikanie w obawie o swój potencjał polityczny rozmyślnie umniejszali jego działalności na polu bitwy. Po drugie, uważają, że fakt, iż owi radykalni republikanie byli rzeczywistymi zwycięzcami amerykańskiej wojny secesyjnej, spowodował, że to oni opisali jej historię, umieszczając swego głównego rywala politycznego, McClellana, w najgorszym możliwym świetle. Po trzecie, że historycy pragnący uczynić z Lincolna największą ikonę polityczną Ameryki prześcigali się nawzajem w zrzucaniu winy za wczesne militarne niepowodzenia Lincolna i ministra wojny Edwina M. Stantona na McClellana. I po czwarte, że Lincoln i Stanton rozmyślnie podkopywali pozycję McClellana z uwagi na jego ugodową postawę wobec Południa, która mogła doprowadzić do mniej niszczycielskiego zakończenia wojny, gdyby Richmond upadło w wyniku kampanii półwyspowej. Zwolennicy tego podejścia twierdzą, iż McClellan jest bardziej krytykowany za swą osobowość, niż za faktyczne dokonania na polu bitwy.
Imieniem George’a B. McClellana nazwano kilka miejsc i obiektów. Wśród nich są Fort McClellan w stanie Alabama, Wzgórze McClellana w Mount Baker-Snoqualmie National Forest, gdzie podróżował podczas przeprowadzania pomiarów terenów pod budowę kolei transkontynentalnej w 1853, ulica McClellana w North Bend w stanie Waszyngton, ulica McClellana w południowej części Filadelfii, szkoła podstawowa imienia McClellana w Chicago i statua z brązu w Waszyngtonie, przedstawiająca generała na koniu.

## Dzieła
- The Mexican War Diary of George B. McClellan (edytor William Starr Myers), wydane pośmiertnie w 1917.
- Bayonet Exercise, or School of the Infantry Soldier, in the Use of the Musket in Hand-To-Hand Conflicts (przetłumaczone z francuskiego) w 1852. Wydane ponownie jako Manual of Bayonet Exercise: Prepared for the Use of the Army of United States w 1862.
- The Report of Captain George B. McClellan, One of the Officers Sent to the Seat of War in Europe, in 1855 and 1856 w 1857. Wydane ponownie jako The Armies of Europe w 1861.
- European Cavalry, Including Details of the Organization of the Cavalry Service Among the Principal Nations of Europe w 1861.
- Regulations and Instructions for the Field Service of the United States Cavalry in Time of War w 1861. Wydane ponownie jako Regulations for the Field Service of Cavalry in Time of War w 1862.
- McClellan’s Own Story (edytor William C. Prime) w 1887.